# Łagów (Zgorzelec)
Łagów (deutsch: Leopoldshain) ist eine Ortschaft in der polnischen Oberlausitz im Powiat Zgorzelecki in der Woiwodschaft Niederschlesien. Sie befindet sich circa eineinhalb Kilometer östlich der Stadt Zgorzelec, zu deren gleichnamigen Gemeinde sie auch gehört.

## Lage
Die Ortschaft Leopoldshain schließt sich östlich an das Gewerbegebiet der Stadt Zgorzelec an. Durch sie hindurch verläuft in Ost-West-Richtung die Landstraße 30. Leopoldshain besitzt jedoch die größte Ausdehnung in Nord-Süd-Richtung. Im Süden schließt sich die Ortschaft Jerzmanki (ehem.: Hermsdorf) an. Im Norden wird das Dorf durch die Autobahn 4 begrenzt.

## Geschichte

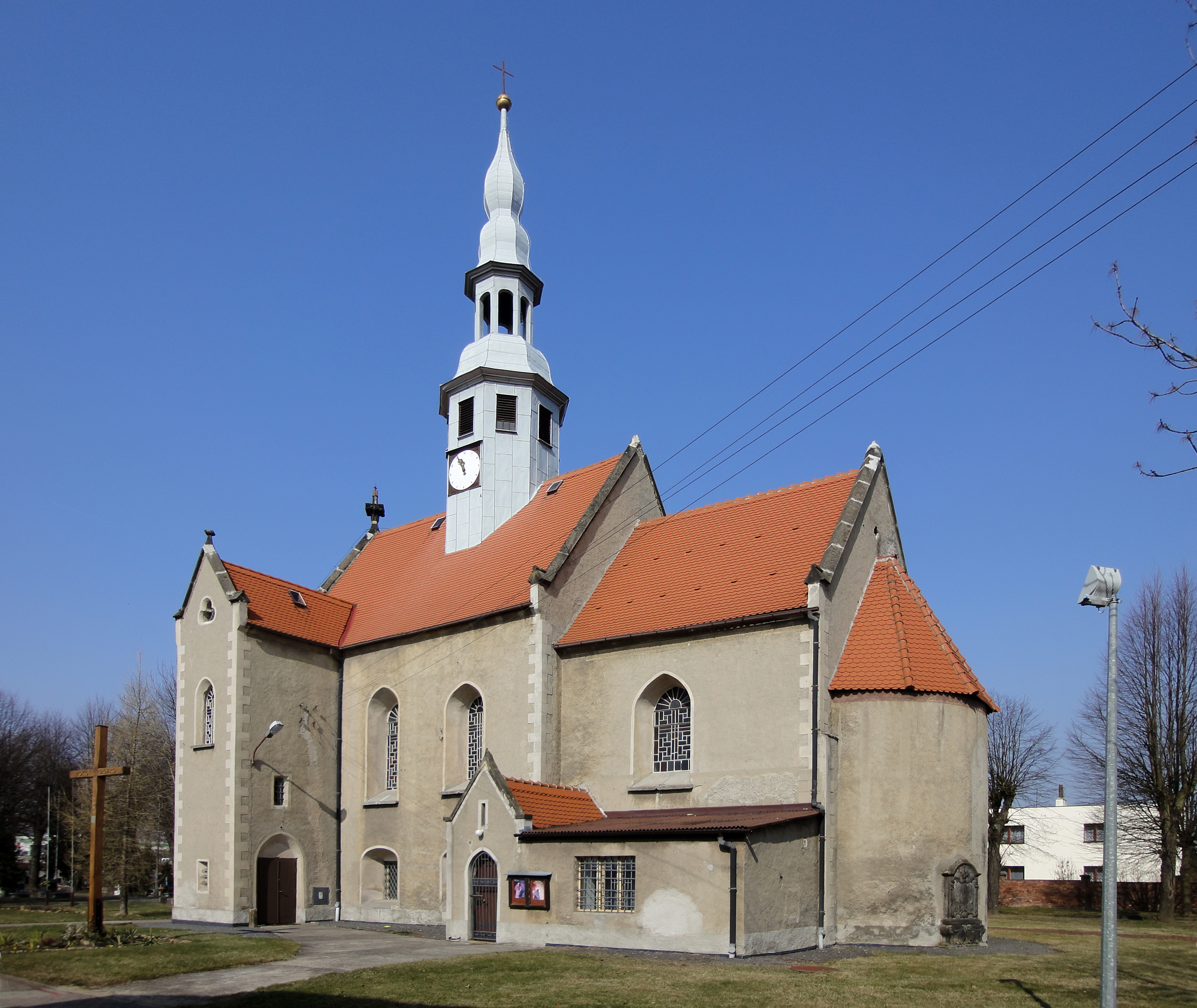
St.-Antonius-Kirche in Łagów

Die Gründung Leopoldshains fand vermutlich um 1200 statt. Der Dorfname geht vermutlich auf den Gründer des Ortes namens Leopold (damals: Leuther, Lewter, Luther) zurück. Er gehörte vermutlich zu dem Rittergeschlecht von Penzig, die einen Großteil des Landes zwischen Lausitzer Neiße und Tschirne ihr Eigen nannten. Sie zählen auch zu den ältesten bekannten Besitzern der des Waldes bzw. Hains auf heutiger Leopoldshainer Flur. In den folgenden Jahrhunderten wechselte das Ober- und Niederdorf mehrmals die Besitzer. Zu den bekanntesten Besitzern gehören die Herren von Salza. Alleiniger Besitzer war ab 1481 der Görlitzer Bürgermeister und Kaufmann Georg Emmerich.
Je nach Quelle wird 1346 bzw. um 1400 eine Kapelle an der Heerstraße durch Leopoldshain erwähnt, die 1416 zur Pfarrkirche ernannt wurde. Erst 1575 wurde unter Antonius Diepe die Reformation im Ort eingeführt.
Neben der Kirche zählt das Schloss zu den Sehenswürdigkeiten Leopoldshains. Der einstige Schlossherr Carl Ender von Sercha zählte zu den Freunden und Gönnern Jakob Böhmes. Im Jahr 1620 schlug der Markgraf Johann Georg von Brandenburg im örtlichen Schloss sein Hauptquartier auf. Während des Dreißigjährigen Krieges weilte der kaiserliche Oberbefehlshaber Wallenstein zwischen 30. Oktober und 4. November 1633 auf dem Schloss. Auch der spätere sächsische Kurfürst Johann Georg III. zählte im Jahr 1680 zu den Gästen des Schlosses.
Am 17. August 1758 lagerte die österreichische Armee von Nengersdorf bis Leopoldshain. Große Schäden gab es vor allem aber 1813 als während der Befreiungskriege 20 Häuser niedergebrand wurden.

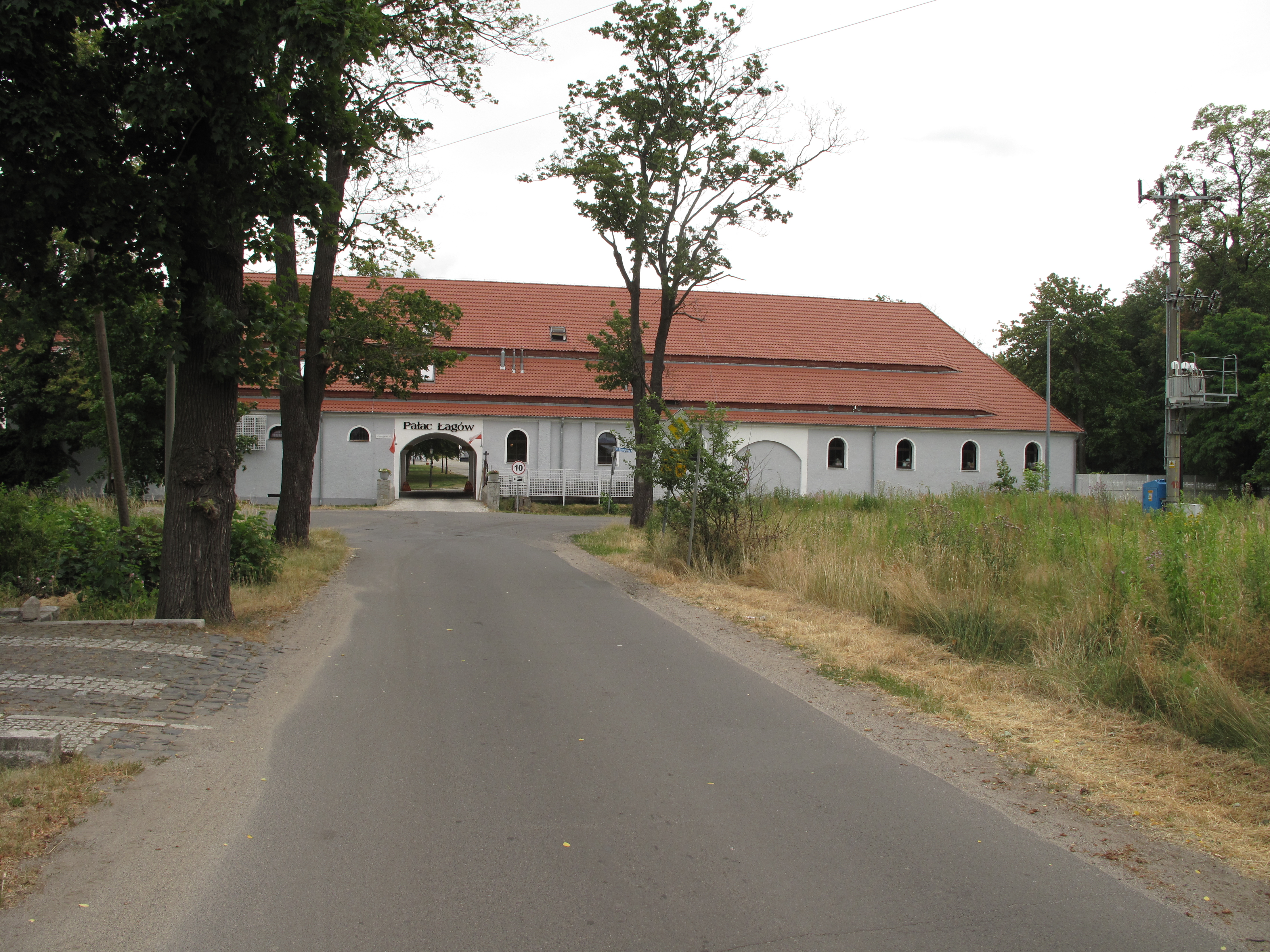
Hofeinfahrt Gutsbezirk.(2019)

Bekannteste Gutsherren von Leopoldshain wurden Christiane von Modrach (* 8. November 1782; † 12. Juni 1867), verheiratet mit Karl Daniel Geißler (* 19. Februar 1776; † 1844 in Görlitz), kurfürstlich sächsischer Ober-Amtsadvokat. Sie sind die Eltern des späteren nobilitierten preußischen Offiziers Heinrich von Geißler, verheiratet mit Pauline Keller, der neben Leopoldshain, teils Nieder-Leopoldshain genannt, auch Gutsbesitzer auf Markersdorf wurde. Als nächster Gutsbesitzer wurde der Sohn, der spätere preußische Generalleutnant Heinrich von Geißler, verheiratet mit Hedwig von      Selchow. Bis in die 1930er Jahre lebte die Tochter Marie-Margot von Geißler mit ihrem zweiten Ehemann Victor von Woikowsky-Biedau, er war u. a. Komponist, in Leopoldshain.
Seit 1938 verband eine Omnibuslinie das Dorf mit der nahen Stadt Görlitz. Sie führte über die Frontkämpfersiedlung, die Görlitzer Ostvorstadt vorüber am Bahnhof bis zum Krankenhaus und weiter zum Flugplatz. Nach dem Ende des Zweiten Weltkrieges fielen die oberlausitzischen Gebiete östlich der Neiße an Polen. Der Ort wurde erst in Leopoldów und später in Łagów umbenannt. Das einstige Schloss dient heute als Hotel und Restaurant.

## Persönlichkeiten
- Richard Hüttig (1827–1911), deutscher Unternehmer in der Fotoindustrie
- Heinz Leubner (1921–2013), deutscher Maschinenschlosser und Mitglied der Volkskammer der DDR